# Distretto di Çüngüş
Il distretto di Çüngüş (in turco Çüngüş ilçesi) è uno dei distretti della provincia di Diyarbakır, in Turchia.